# أغوانيش (كيبك)
أغوانيش (بالإنجليزية: Aguanish, Quebec) هي بلدية محلية في كيبيك تقع في كندا في Minganie Regional County Municipality. يقدر عدد سكانها بـ 278 نسمة ومساحتها 672.10 كم2 .